# Setema
Setema (en oromo : Saxxammaa) est un woreda de l'ouest de l'Éthiopie situé dans la zone Jimma de la région Oromia. Il compte 103 221 habitants en 2007 et son centre administratif est Gatira.
Entouré dans la zone Jimma par les woredas Gumay, Gera et Sigmo, le woreda Setema est limitrophe des zones  Illubabor et Buno Bedele.
Bordé au nord-ouest par le cours supérieur du Baro qui le sépare du woreda Sigmo[à vérifier] et au sud-est par le cours supérieur de la rivière Didessa qui le sépare du woreda Gumay[à vérifier], le woreda se partagerait entre le bassin versant du Nil Blanc et celui du Nil Bleu[réf. souhaitée].
Son centre administratif, Gatira, se trouve environ 110 km au nord-ouest de Jimma et se situe vers 2 250 m d'altitude.
Au recensement national de 2007,le woreda atteint 103 221 habitants dont 5 % de citadins.
Gatira qui compte 4 729 habitants en 2007 est la seule agglomération recensée.
La plupart des habitants du woreda (97 %) sont musulmans et 3 % sont orthodoxes.
En 2022, la population du woreda est estimée à 147 517 personnes avec une densité de population de 143 personnes par km2 et 1 034 km2 de superficie.